# Marcus Lauesen
Marcus Lauesen (født 22. november 1907 i Løjt Kirkeby, død 14. oktober 1975 i København) var en dansk forfatter.
Lauesen voksede op i det dengang preussiske Nordslesvig og tog studentereksamen i det nu danske Åbenrå i 1926. Herefter fulgte teologiske og humanistiske studier i København.
Lauesens forfatterdebut skete i 1928 med Guds Gøglere (digtsamling). Han slog igennem i 1931 med Og nu venter vi paa Skib (roman). Som forfatter modtog Lauesen en række udmærkelser, bl.a. Holger Drachmann-legatet (1940) og De Gyldne Laurbær (1961), og fra 1932 var han på finansloven.
En salme af Lauesen, "Fredløs er freden, hvor menneskets veje", er optaget som nr. 130 i Den Danske Salmebog (2003).

## Værker i udvalg

### Lyrik
- Guds Gøglere (1928)
- Høstelegi (1930)
- Ventetider (1944)
- Kantate ved Københavns Universitets Mindefest for Kong Christian X (1947)

### Prosa
- Og nu venter vi paa Skib (1931)
- Kætteren fra Eisleben (1934)
- Det tyske Oprør (1936)
- Skipper Theobald (1936)
- Maaske er det Katharina (1937)
- Legender (1962)
- Den rige Vandring  (1940; 2. udgave: Far (1962))
- Mor (1961)
- Kras (1973)

### Film
- En dag i Sønderjylland (1940)